# Ostatni kontynent
Ostatni kontynent (ang. The Last Continent) – humorystyczna powieść fantasy autorstwa Terry’ego Pratchetta, dwudziesta druga część cyklu Świat Dysku, wydana w 1998 r. (polskie wydanie Prószyński i S-ka, luty 2006, ISBN 83-7469-178-6). Kolejna książka opowiadająca o przygodach pechowego maga Rincewinda.
Powieść opowiada o poszukiwaniach Rincewinda prowadzonych przez grono profesorskie Niewidocznego Uniwersytetu, podczas których trafiają oni w przeszłość na Monowyspę, a następnie na XXXX (Czteriksy), kontynent, który w tamtym czasie wciąż jest w stadium budowy. Tymczasem Rincewind, przez przypadek wysłany z Kontynentu Przeciwwagi (Ciekawe czasy) na współczesne Czteriksy nękany przez gadającego kangura Skoczka stara się za wszelką cenę nie ratować świata. Ostatecznie jednak doprowadza do pierwszych w historii XXXX opadów deszczu, które ratują kontynent przed suszą. Powieść ta jest również pastiszem drugiej części Mad Max-a i zawiera wiele odniesień do tego filmu.

## Obiór
Książkę zrecenzował Jerzy Rzymowski w Nowej Fantastyce (5/2006).